# Matti Niemi
Matti Niemi   (Viljakkala, 6 de juny de 1937) és un remer finlandès, ja retirat, que va competir durant la dècada de 1950. Feia de timoner.
El 1956 va prendre part en els Jocs Olímpics d'Estiu de Melbourne, on guanyà la medalla de bronze en la prova de quatre amb timoner del programa de rem. Formà equip amb Kauko Hänninen, Reino Poutanen, Veli Lehtelä i Toimi Pitkänen.
En el seu palmarès també destaquen dues medalles al Campionat d'Europa de rem, una d'or el 1956 i una de plata el 1955. així com 4 campionats finlandesos entre 1955 i 1958.